# Notolomatia pseudofasciata
Notolomatia pseudofasciata är en tvåvingeart som först beskrevs av Hesse 1956.  Notolomatia pseudofasciata ingår i släktet Notolomatia och familjen svävflugor.
Artens utbredningsområde är Zimbabwe. Inga underarter finns listade i Catalogue of Life.